# Pommiers, Loire
Pommiers är en kommun i departementet Loire i regionen Auvergne-Rhône-Alpes i centrala Frankrike. Kommunen ligger i kantonen Saint-Germain-Laval som tillhör arrondissementet Roanne. År 2022 hade Pommiers 371 invånare.

## Befolkningsutveckling
Antalet invånare i kommunen Pommiers
| Referens: INSEE |